# Голубово (Псковский район)
Голубово — деревня в Псковском районе Псковской области России. Входит в состав Писковичской волости.
Деревня расположена на северо-восточной границе города Пскова (за Запсковьем), на реке Пскова.
| 2001 | 2002 | 2010 | 2012 |
| ---- | ---- | ---- | ---- |
| 338  | ↘331 | ↗354 | ↗381 |